# مکتب کلبیون

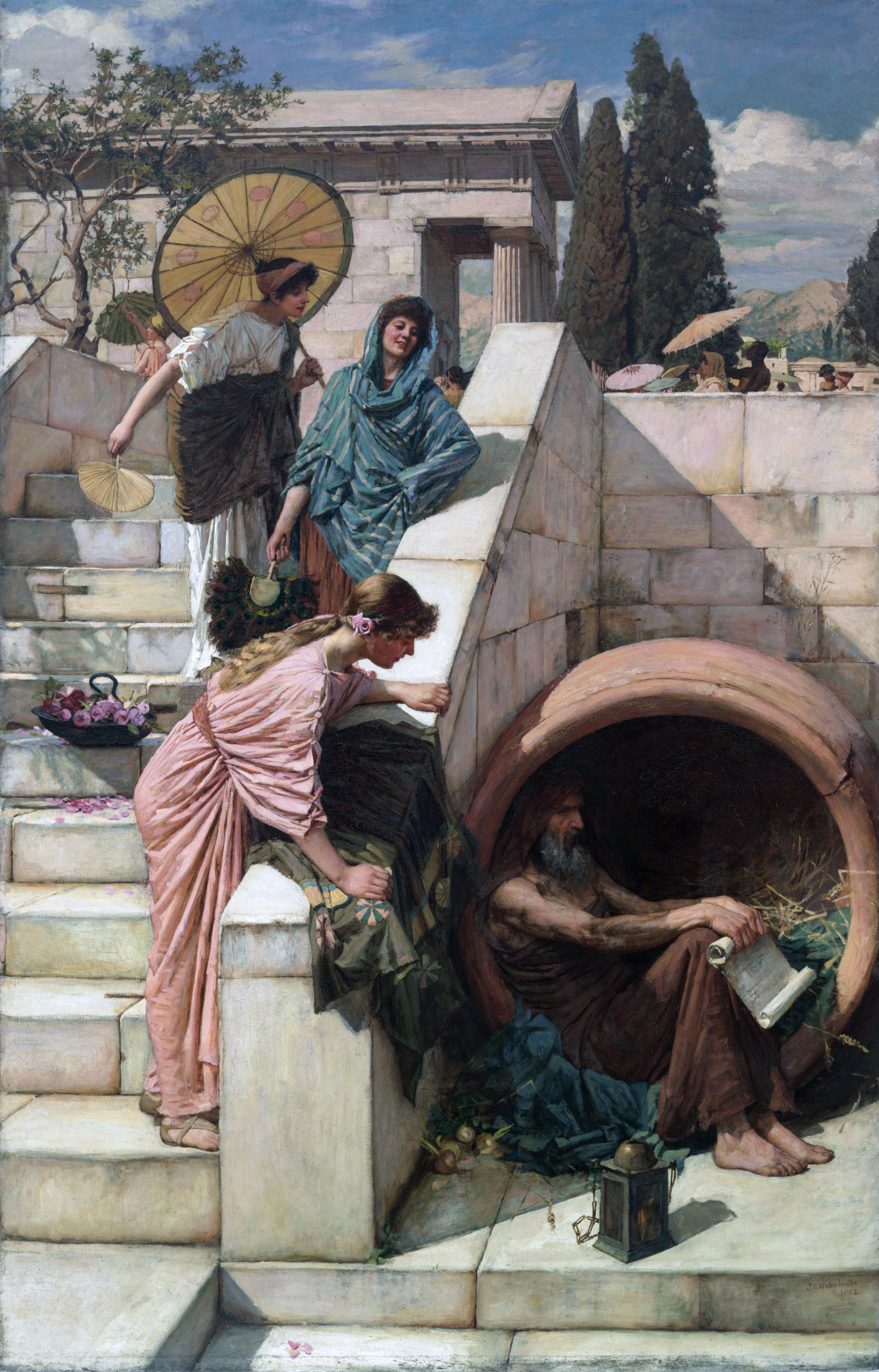
دیوژن کلبی اثر جان ویلیام واترهاوس

کلبیّه، مکتب فلسفی کَلبی‌ها (منسوب به کَلب به عربی به معنای سگ) یا سینیسیسم ( Cynicism) یا سگ مسلکی فرقه‌ای از فلاسفهٔ یونان بود که توسّط «آنتیستنس» یکی از شاگردان سقراط پایه‌گذاری و سپس به‌وسیلهٔ دیوژن (دیوجانس) مشهور گردید. دلیل شهرت آنان بدین نام، رد و حتّی تحقیر تمام آنچه راحتی و آسایش نامیده می‌شود و نیز تمامی روابط اجتماعی، و در پیش گرفتن یک حیات بسیار بدوی و عادت به سرزنش و خرده‌گیری از مردم کوی و برزن بود و به جهت در پیش گرفتن چنین روشی در زندگی، با سگان مشابهت داشتند.

## پیدایش
فلسفه کلبیون یکی از مکاتب فلسفی نشات گرفته از نظرات پیروان بی‌واسطه سقراط که آن‌ها را سقراط‌های کوچک می‌نامند است. موسّس این مکتب، آنتیستنس، در میان خصایل سقراط به قناعت ورزی او توجّه بسیاری نشان داد و احوال و شیوهٔ زندگانی استاد را پیشه خود ساخت و البتّه آن را به حدّ نهایت رساند. وی غایت وجود را فضیلت و فضیلت را در ترک رفع همهٔ نیازهای جسمانی و روحانی دانست و مؤسّس سلسله‌ای از حکما شد که ایشان را کلبی می‌گویند نخست به سبب محل تأسیس مدرسه و مکان گفتگوهای آنتیستنس که در محلی از شهر آتن واقع می‌باشد که به مناسبتی آن را سیناسارگس به معنای سگ سفید می‌خواندند که در واقع ورزشگاهی در نزدیکی آتن بوده است و سپس به سبب این که پیروان او در شیوهٔ انصراف از دنیا و اعراض از علائق دنیوی چنان مبالغه کردند که از آداب و رسوم و معاشرت و لوازم زندگانی متمدّن دست برداشته، حالت دام و دَد اختیار نمودند، با لباس کهنه و پاره و سر و پای برهنه و موی ژولیده میان مردم می‌رفتند، در گفتگو هرچه بر زبان می‌گذشت بی‌ملاحظه می‌گفتند بلکه بر زخم‌زبان اصرار داشتند و به فقر و تحمّل رنج و درد سرافرازی کرده، همهٔ قیود و حدودی که مردم در زندگانی اجتماعی به آن پایبند بودند را ترک کرده و حالت طبیعی را شیوه خود ساخته بودند. فرد کامل این جماعت، دیوژن است که حکایات بسیار از رفتار و گفتار او نقل شده از جمله اینکه در ترک اسباب دنیوی کار را به جایی رسانید که درون یک خُم (بشکه) منزل کرد.

## اعتقادات
کلبیون معتقد به الزام وجود تقوا و فضیلت برای رسیدن به خوشبختی بودند. آن‌ها این فضیلت را دور از مواردی مانند قدرت سیاسی، ثروت، موقعیّت اجتماعی یا رعایت قراردادهای اجتماعی می‌پنداشتند. به عقیده اینان زندگی خوب و درست، زندگی مبتنی بر روال طبیعت و بی‌نیازی است. همسو با این نظر، کلبیان توصیه به برگشت به اجتناب از لذّات و نیز اصرار بر خودبسندگی می‌کردند. زندگی خود آنان نیز بدینگونه بود و روشی ریاضت کشانه همراه بی‌اعتنایی به اجتماع و ارزش‌های آن پیش گرفته بودند.
به اعتقاد کلبیون در زندگی نباید نگران مرگ و تندرستی خود و بقیّه بود و از بابت این امور نباید دلواپس و نگران شد. آن‌ها در گفتار خود نیز زبانی نیش دار و گزنده داشتند، از همین رو امروزه در بعضی از زبان‌های اروپایی از واژه cynic به عنوان مترادف برای طعنه‌گو، گستاخ و بی‌تفاوت استفاده می‌شود.
فضیلت و تقوای مورد نظر کلبیان به فراگیری خاصّی نیاز نداشت و اساساً امور آموزشی نظیر آموزش هندسه و موسیقی و ادبیّات نزد آنان بی‌اهمیّت بود. در فلسفه هم اهمّ توجه آن‌ها به اخلاق می‌باشد.

## نام‌آوران

### آنتیستنس
آنتیستنس پایه‌گذار فلسفه کلبی در سال ۴۴۴ پیش از میلاد در آتن به دنیا آمد. در جوانی مجذوب سقراط و به ویژه سادگی و قناعت او گشت. او در جلسات سقراط با چهره‌ای ژولیده و لباسهایی مندرس ظاهر می‌شد.
نقل شده که سقراط به او گفته است: «چرا اینقدر تظاهر! من غرور تو را از سوراخهای لباس مندرست می‌بینم…» آنتیستنس بعد از مرگ سقراط مدرسه‌اش را در سال ۳۹۹ پیش از میلاد تأسیس کرد. بیشتر کسانی که جذب این مدرسه می‌شدند افراد فقیر و تهیدست بودند. آنتیستنس ردا و خرقه‌ای خشن می‌پوشید و همواره با خود کیفی برای نگهداری وسایلش حمل می‌کرد. این نوع لباس پوشیدن او آرام آرام تبدیل به لباس رسمی کلبیون گشت.
مانند سقراط، آنتیستنس هم فضیلت را برای رسیدن به سعادت و خوشبختی ضروری و در گامی پیشتر از او، کافی می‌دانست. به اعتقاد او این فضیلت هم شاخه‌ای از دانش است که با آموزش دست نیافتنی است. او با توجه به گرایش‌های مذهبی‌اش فضیلت را دوری از خواهش‌های شیطان (لذت و هوی و هوس) می‌دانست و بر اساس همین دیدگاه مذهبی جهان را نیز تحت کنترل هوشی خدایی می‌دانست.

### دیوژن
در سال ۴۱۲ پیش از میلاد در سینوپ به دنیا آمد. در آتن با فلسفه کلبی و آنتیستنس آشنا می‌شود که در ابتدا او را به شاگردی نمی‌پذیرد و حتی برای دور کردنش او را باچوب می‌زند. دیوژن این عمل را تحمّل می‌کند تا آنکه سرانجام استاد متقاعد شده و او را در جمع شاگردانش می‌پذیرد.
او کاملاً اصول فلسفه و منش استاد خود را می‌پذیرد و همانند او هر گونه جاه طلبی را برای ثروت و افتخار و قدرت طرد می‌کند و حقیر می‌شمارد. دیوجنس ردایی زبر و خشن می‌پوشیده و در رواق‌های آتن و دیگر اماکن عمومی سکونت می‌گزیند. نان روزانه او هم از اعانه‌هایی بود که گاه گاه می‌رسید. حتّی واژه یونانی κύων (سگ) که بعدها به عنوان نام این مکتب به کار رفت، در ابتدا لقبی بود که دیوژن در میان پیروان مکاتب فلسفی رقیب و در اشاره به زندگی سگ‌گونه‌اش بدان شهره بود.

### هیپارچیا
هیپارکیا یا هیپارچیا که شاید بتوان او را اوّلین فیلسوف زن نامید، حوالی سال ۳۰۰ پیش از میلاد می‌زیست. او در خانواده‌ای اشرافی به دنیا آمد. برادرش متروکلس شاگرد کرات از پیروان دیوژن کلبی بود.
او توسط برادرش با کرات و بعد از آن با فلسفه کلبی آشنا شد و زندگی خود را وقف آن کرد. او با شنیدن سخنان و مشاهده شیوه زندگی کرات کلبی، شیفته او گشت و به خواستگاران ثروتمند و خوش چهره خود پشت کرده و کرات لاغر و فاقد جذابیت‌های مردانه را برگزید.
برای این انتخاب، و نیز نفس انتخاب همسر به تنهایی، مورد سرزنش خانواده‌اش واقع می‌شود و حتّی برای ازدواج با کرات والدین خود را تهدید به خودکشی می‌کند. کرات هم به درخواست پدر و مادر هیپارچیا هر آنچه برای منصرف کردن او از این تصمیم می‌توانست انجام داد حال آنکه خود نیز از این موضوع دچار دودلی و سرگشتگی گردیده بود: از یک سو ازدواج با دختری زیبا و متموّل و مهم‌تر از این خوشفکر و همسو با فلسفه او (خرق عادتی در آن جامعه باستانی) برای او لذّتی بزرگ محسوب می‌گشت، از سوی دیگر فلسفه او فلسفه سادگی و فقر و ریاضت بود. سرانجام هیپارچیا چاره دودلی معشوق را یافت: شیوه زندگی او را پذیرفت و مانند او به سان کلبیون لباس پوشید، در پی او روان شد و در مجامع عمومی همنشین او به همان شیوه گشت.
این دو سال‌ها با هم زندگی کردند و صاحب فرزندانی شدند. زندگی آن‌ها به شیوه سایر کلبیان ادامه پیدا کرد. در مورد آن‌ها مسایلی نظیر عشق‌بازی در انظار عمومی با توجیه فلسفه طبعیت‌گرای کلبی یا نظیر این‌ها ذکر شده است که البته تردیدهایی نیز درصحت این موارد وجود دارد.